# Nanna Aakjær

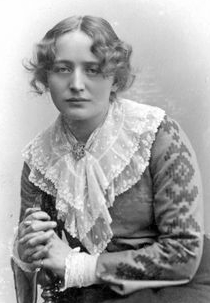
Nanna Aarkjær (1902)

Nielsine Juliane (Nanna) Aakjær, de soltera Krog (1874-1962), fue una carpintera y tallista danesa. Se la recuerda sobre todo por su contribución al diseño y la decoración interior de Jenle, la residencia de la península de Salling, en el norte de Jutlandia, donde vivió con su marido, Jeppe Aakjær, tras su matrimonio en 1907. Nanna Aakjær también participó activamente en la Asociación Femenina por el Sufragio de Dinamarca, organizando reuniones en Jenle desde 1908. Las populares reuniones festivas que ella inició en 1910 siguen celebrándose a principios de agosto de cada año. 

## Biografía
Nacida el 23 de enero de 1874 en la mansión Store Døes, cerca de Holstebro, era hija de Andreas Jensen Krog (1827-1887) y Maren Jensdatter Døes (1838-1919). Fue una de quince hijos, seis de los cuales murieron en la infancia, y creció en el seno de una familia luterana de mentalidad abierta, en la que las niñas tenían las mismas oportunidades que los niños. Su interés por la carpintería y la escultura en madera le viene de su padre, que ejercía su oficio en un taller de la mansión. Debido a su mala salud, se mudó a una pequeña casa en el barrio, donde Nanna le hacía compañía y le ayudaba en su trabajo. 
Tras la muerte de su padre en 1887, Nanna, de 13 años, se convirtió en niñera de unos amigos de la familia en Skærum Mølle, cerca de Vemb, mientras su madre vendía la mansión y se trasladaba a Copenhague con los niños más pequeños. Más tarde se unió a su familia en Copenhague, donde, tras formarse con sus hermanos, asistió a la Escuela de Artes y Oficios para Mujeres, graduándose como carpintera en 1895. Continuó su formación en la Escuela Técnica de Estocolmo.Gracias a dos becas, pudo realizar un viaje de estudios a Londres y un curso en la escuela de artesanía del castillo de Nääs, en Gotemburgo. Durante su estancia en Londres, conoció las tendencias artísticas en Europa, así como los problemas sociales y políticos a los que se enfrentaban las mujeres en Inglaterra. Al terminar sus estudios en Estocolmo, se convirtió en una mujer culta que, además de sus calificaciones en arte y diseño, dominaba varios idiomas. En 1898, regresó a casa de su madre en Copenhague como escultora de madera cualificada.
En 1902 conoció al escritor Jeppe Aarkjær. Se enamoraron, pero debido a complicaciones con el divorcio de Jeppe de Marie Bregendahl, no se casaron hasta pasado algún tiempo. Finalmente, el 25 de abril de 1907 se casaron en el Ayuntamiento de Copenhague.
Nanna Krog fue quien ideó los primeros diseños de Jenle, pero más tarde confió el trabajo de diseño arquitectónico a su amigo Povl Baumann. Sin embargo, fue Nanna quien diseñó los coloridos interiores. Se mudaron a Jenle inmediatamente después de casarse y allí permanecieron el resto de sus vidas. 
Nanna Aakjær también participó activamente en la Asociación para el Sufragio Femenino, organizando reuniones en Jenle desde 1908. Las populares reuniones festivas en Jenle que ella inició en 1910 continúan celebrándose a principios de agosto de cada año. 

## Familia
Nanna y Jeppe Aakjær tuvieron dos hijos: Solveig Bjerre (1908-2001) y Espen Aakjær (1911-1958). Tras la muerte de su marido el 22 de abril de 1930, Nanna siguió viviendo en Jenle hasta que se la vendió a su hija Solveig en 1961.Murió en el hospital de Skive el 4 de agosto de 1962.